# Сосипатр (апостол от 70)
Сосипа́тр (Сосипатр Иконийский) (греч. Σωσίπατρος) — апостол от семидесяти, родом из Ахайи, был епископом Иконии, где и скончался.
Святые апостолы Ераст, Сосипатр, Куарт и Тертий были учениками святого апостола Павла. О них он упоминает в Послании к Римлянам: «Приветствуют вас… Иасон и Сосипатр, сродники мои» (Рим. 16:21).
Согласно житию, с Евангельской проповедью он и апостол Иасон отправились на запад и в 63 году достигли острова Керкиры (ныне — Корфу) в Ионическом море близ Греции. Там они построили церковь во имя первомученика Стефана и многих крестили. Правитель острова узнал об этом и заключил их в темницу, где сидели семь разбойников: Саторний, Иакисхол, Фавстиан, Ианнуарий, Марсалий, Евфрасий и Маммий. Апостолы обратили их ко Христу. После этого правитель приказал бить апостолов кнутом и снова заключить в тюрьму. Через некоторое время этот правитель с отрядом воинов был поглощён морем.
Сменивший его правитель приказал бросить апостолов Иасона и Сосипатра в котёл с кипящей смолой, но когда увидел их невредимыми, со слезами воскликнул: «Боже Иасонов и Сосипатров, помилуй меня!». Освобождённые апостолы крестили правителя и дали ему имя Севастиан. Через несколько дней умер сын правителя, и, по преданию, апостолы воскресили его из мёртвых. С его помощью апостолы Иасон и Сосипатр построили на острове несколько церквей и дожили там до глубокой старости.

## Дни памяти
- В православном церковном календаре: 28 апреля (11 мая), 4 января (17) — соборная память апостолов от 70-и.
- В католическом: 25 июня.